# Jõelähtme
Jõelähtme (deutsch: Jegelecht) ist eine Landgemeinde im estnischen Kreis Harju mit einer Fläche von 211 Quadratkilometern. Sie hat 7.734 Einwohner (Stand: 1. Januar 2025).

## Lage und Umgebung
Jõelähtme liegt im Norden des Landkreises, ca. 3 km von Tallinn entfernt. Neben dem Hauptort Jõelähtme gehören zur Gemeinde die Dörfer Aruaru, Haapse, Haljava, Ihasalu, Iru, Jõesuu, Jägala, Jägala-Joa, Kaberneeme, Kallavere, Koila, Koipsi, Koogi, Kostiranna, Kostivere, Kullamäe, Liivamäe, Loo alevik, Loo küla, Maardu, Manniva, Neeme, Nehatu, Parasmäe, Rammu, Rebala, Rohusi, Ruu, Saha, Sambu, Ülgase, Uusküla, Vandjala und Võerdla.
Zum Gebiet der Gemeinde gehören auch die kleineren Ostsee-Inseln Rammu (96,6 ha), Laiakari (0,2 ha), Allu (0,7 ha), Koipsi (33 ha), Rohusi (10,1 ha), Umbloo (0,5 ha), Põhja-Malusi (4,3 ha), Lõuna-Malusi (3,0 ha) und Vahekari (2,0 ha).
Besonders sehenswert sind die Gutshöfe von Maardu (Ende der 1660er Jahre im frühklassizistischen Stil errichtet) und Kostivere (18. Jahrhundert).
Kurz vor der Mündung des Flusses Jägala in die Ostsee befindet sich der gleichnamige Wasserfall, der größte in Estland.

Bilder
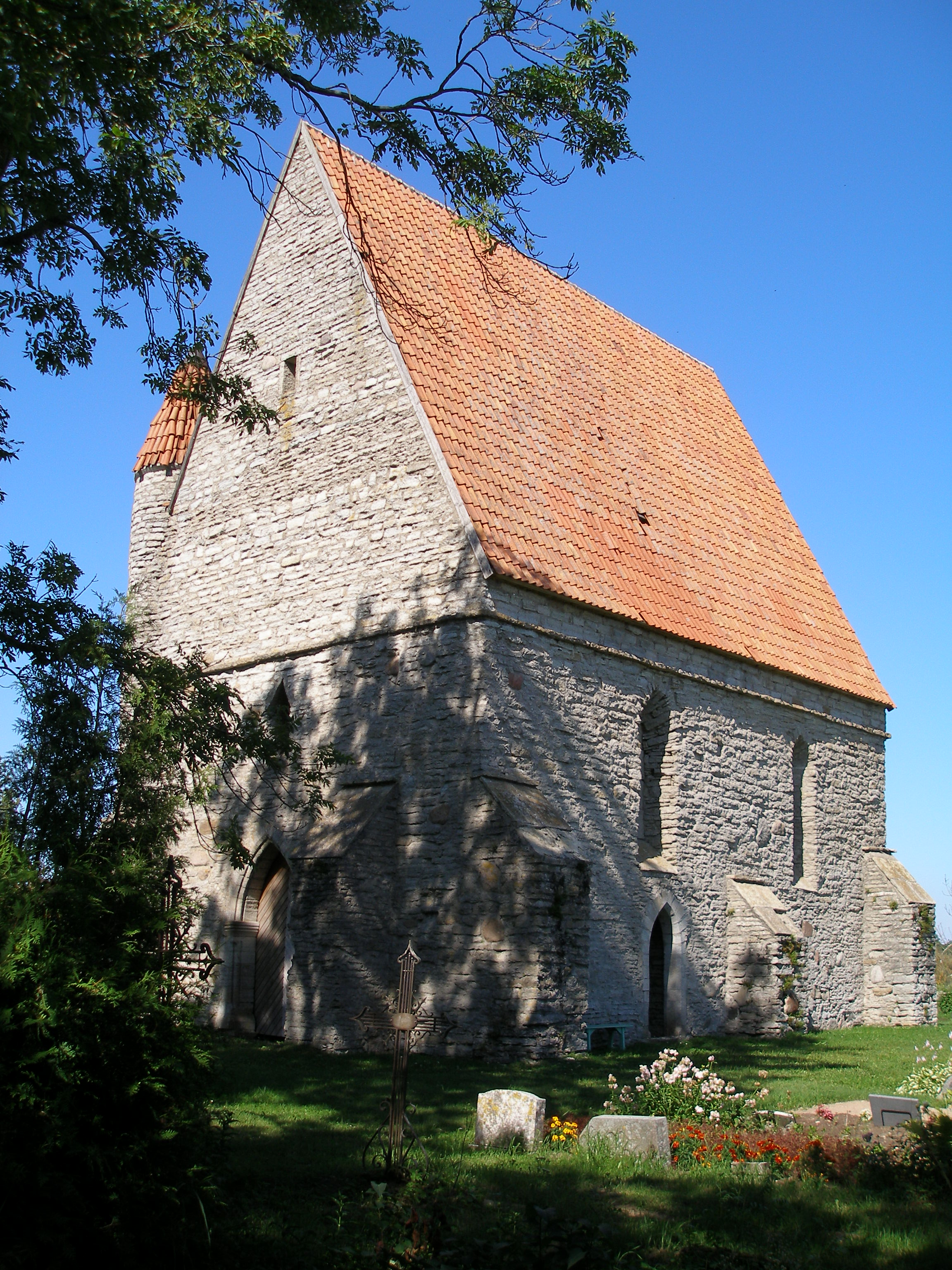
Kapelle von Saha
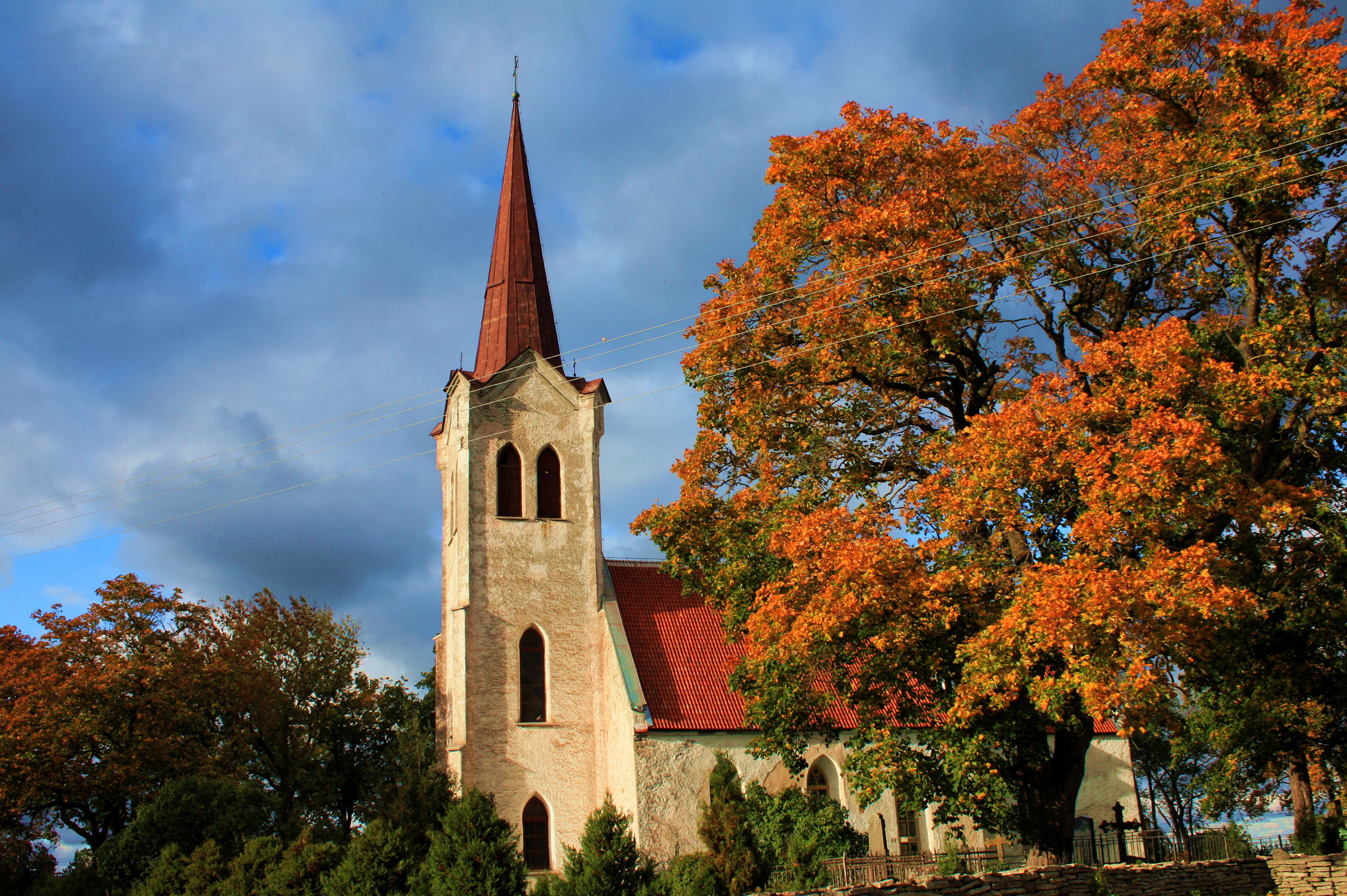
Kirche
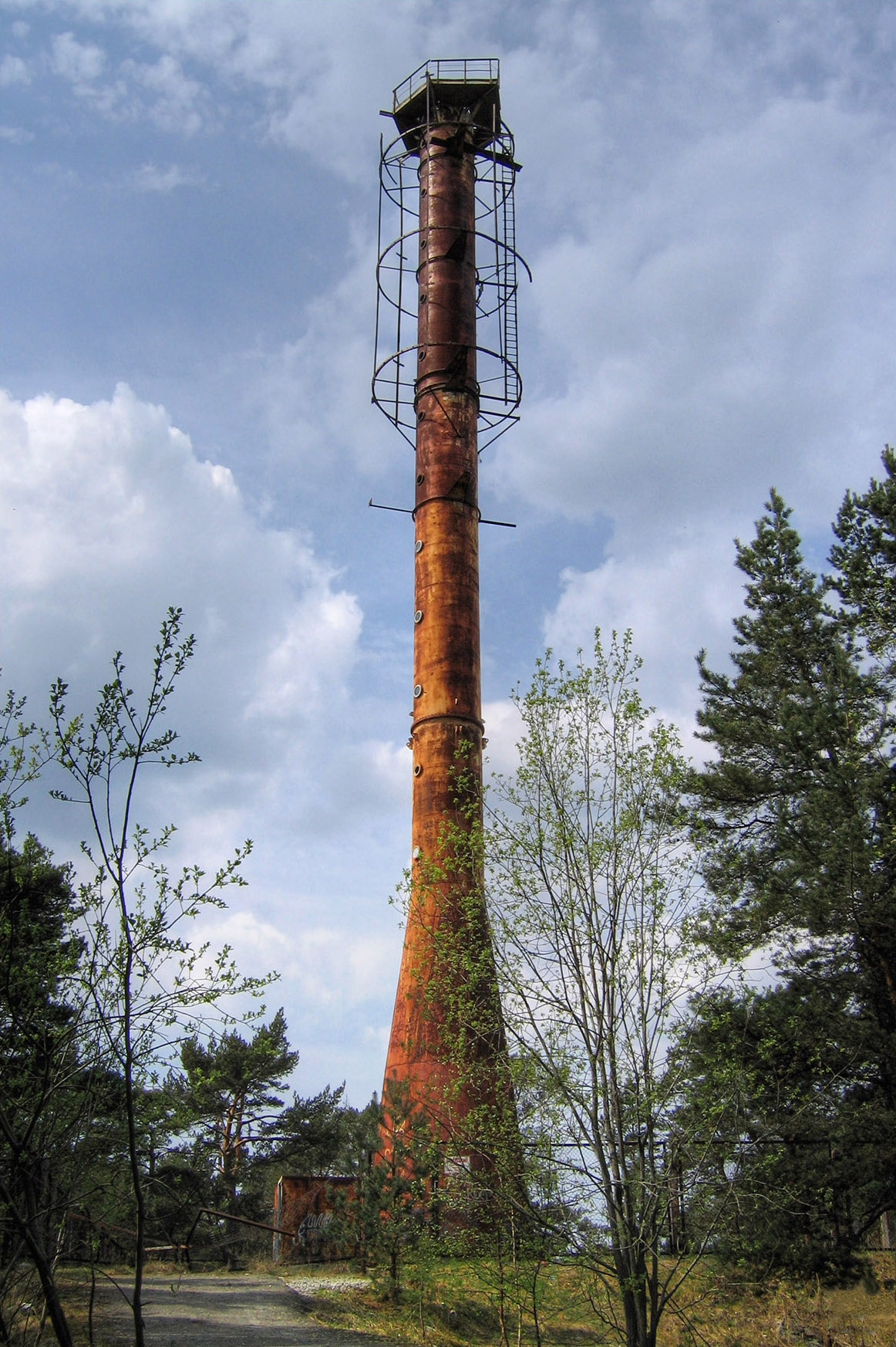
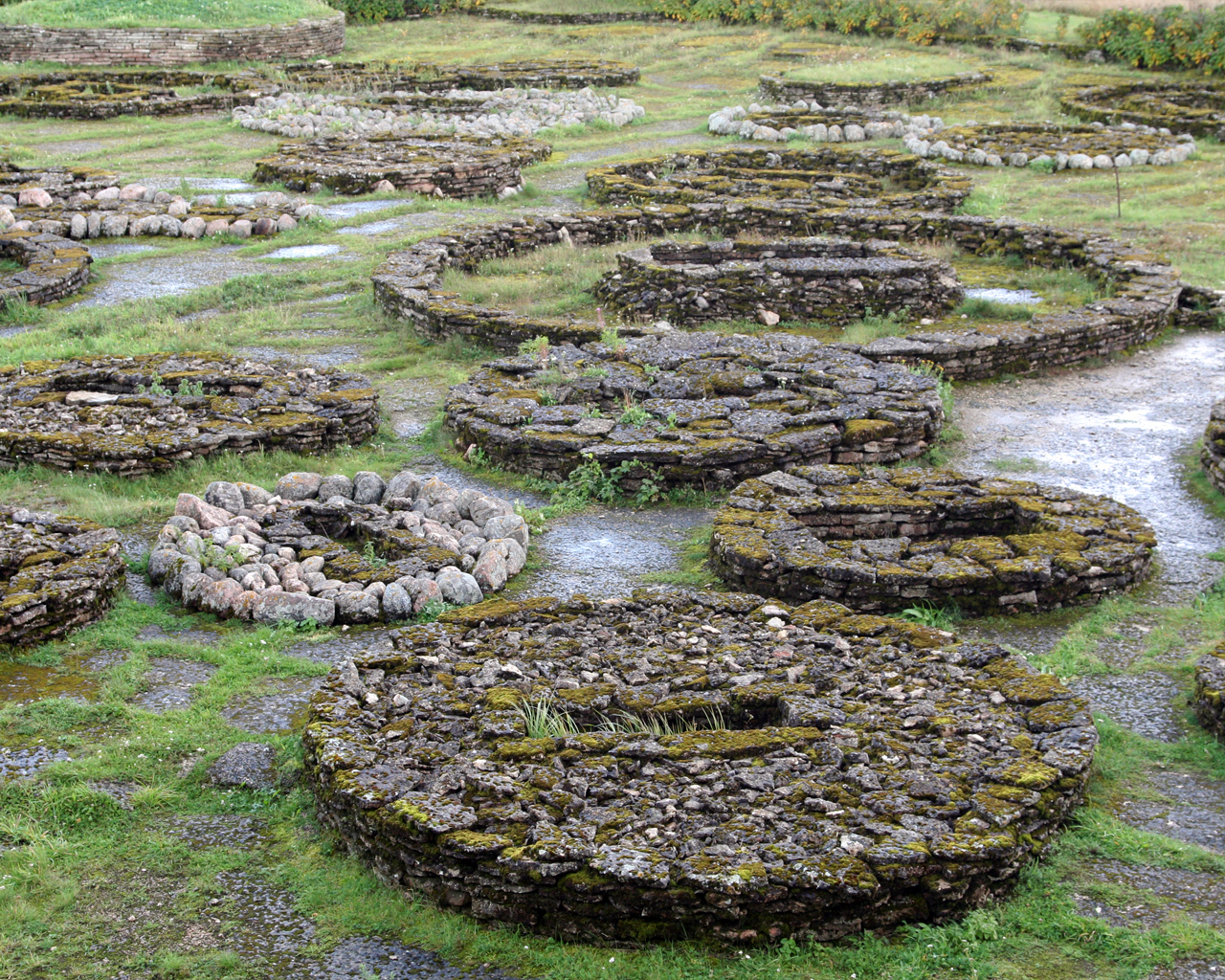
Steinkisten
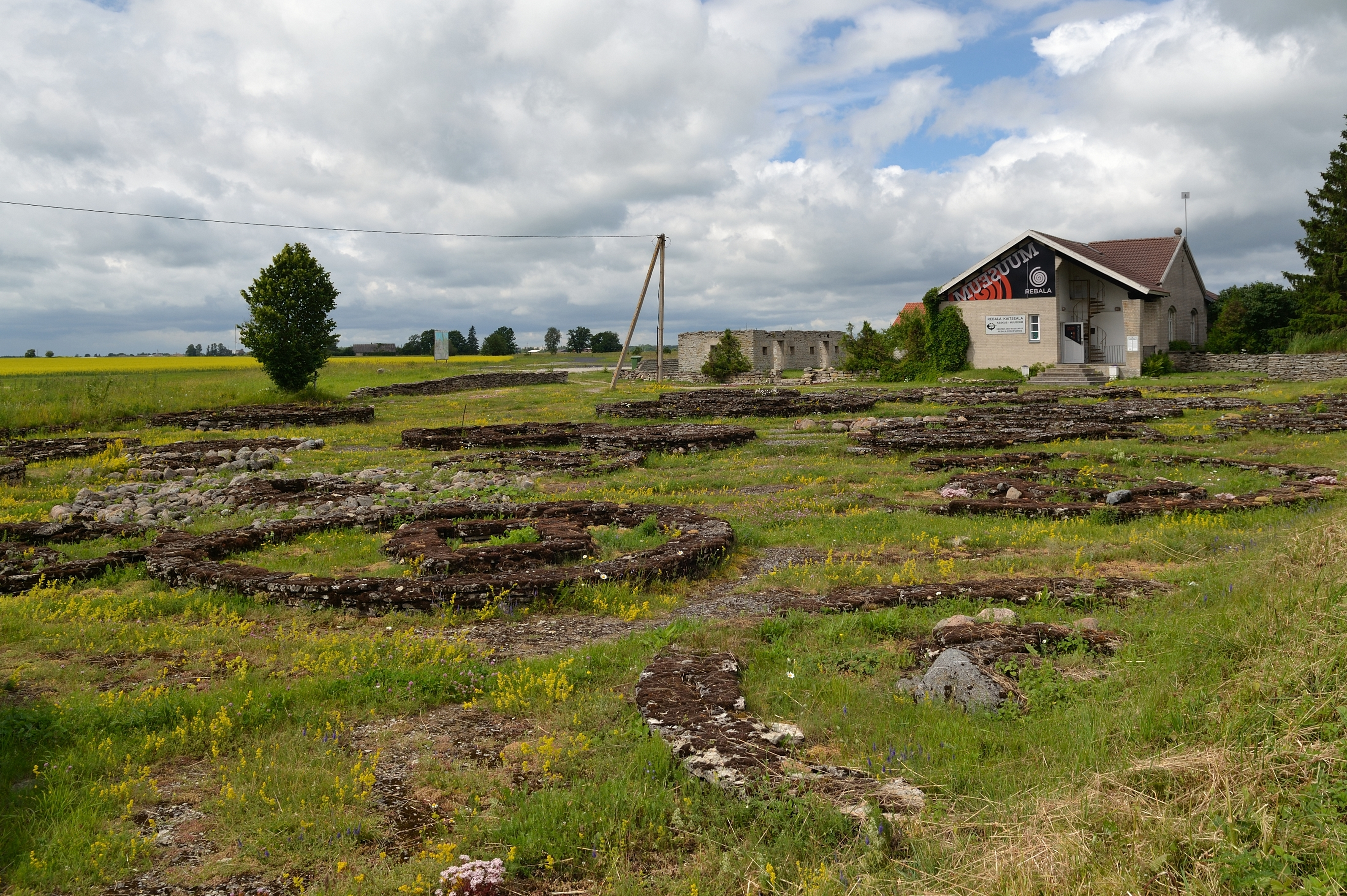
Steinkisten
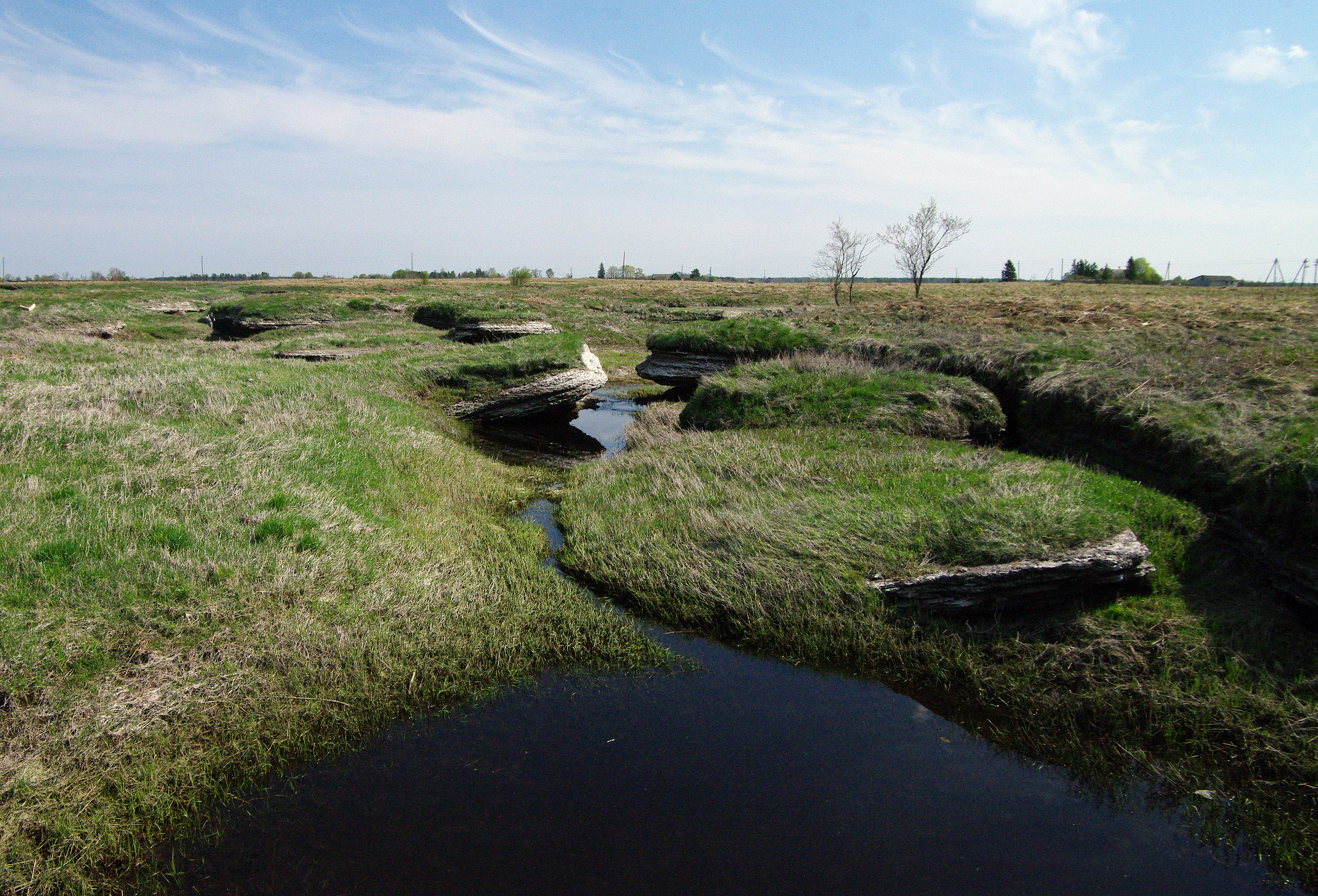
Karst
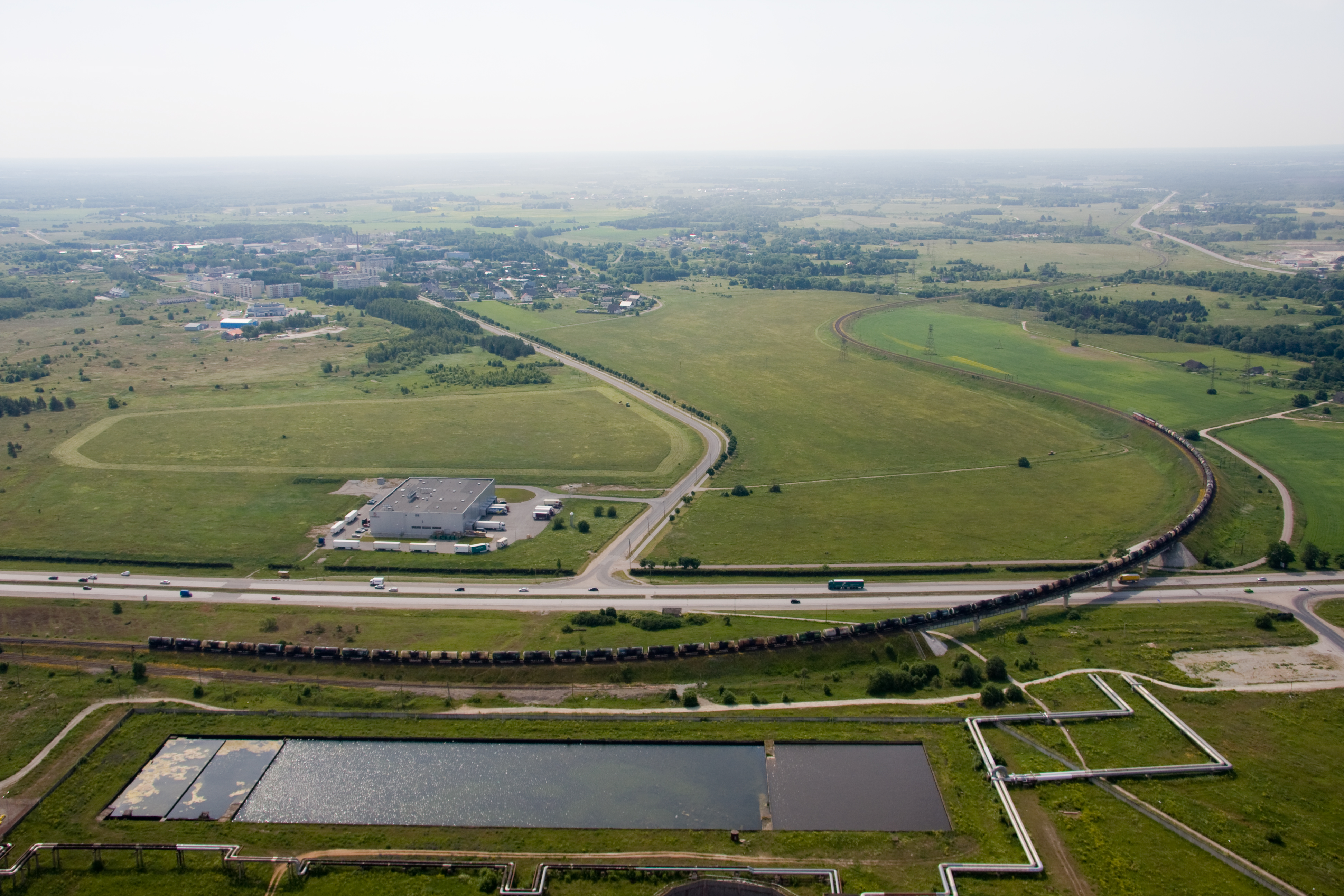
Zugstrecke
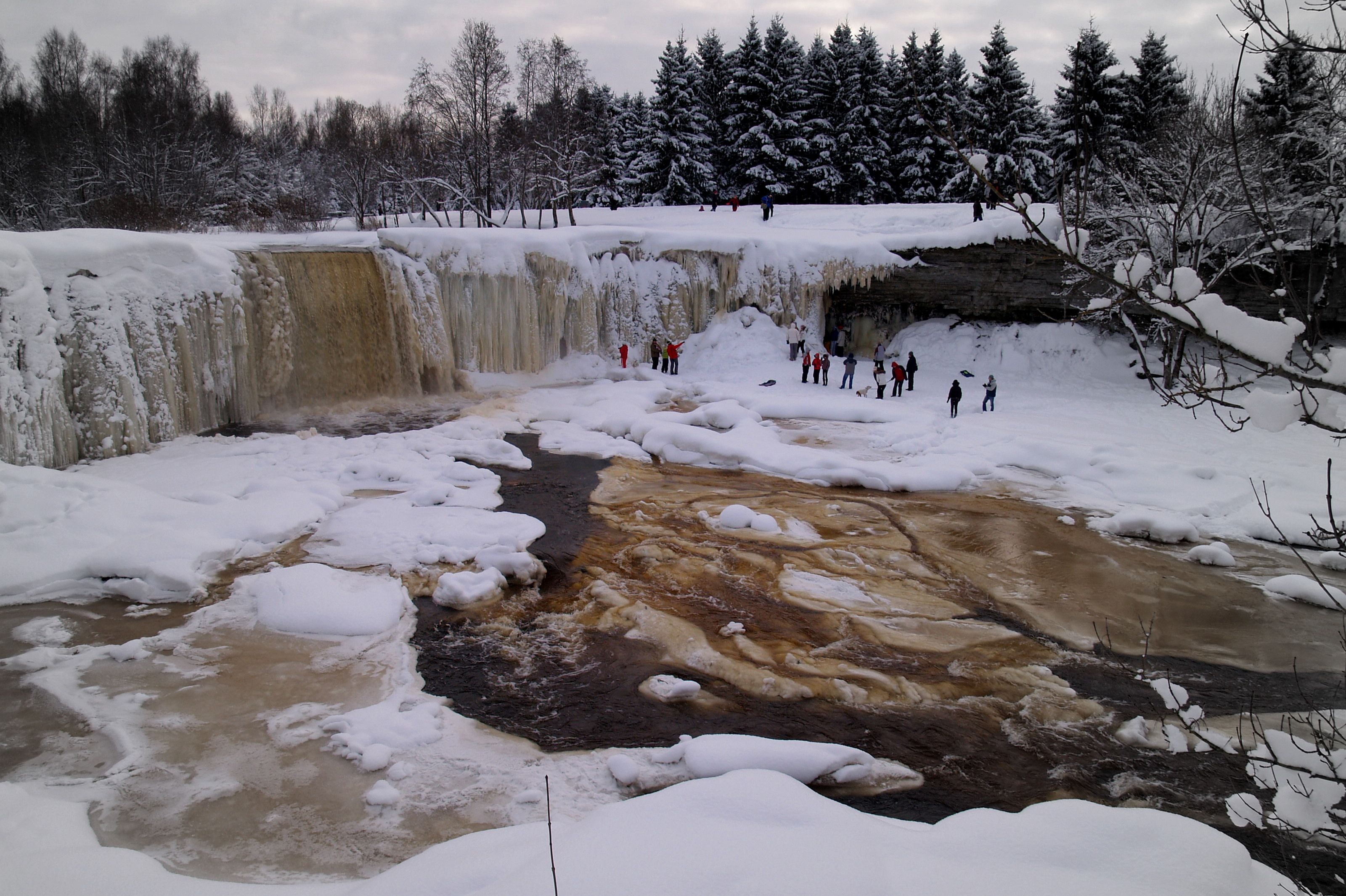
Jägala-Wasserfall

## Kalevi-Liiva
In den Sanddünen von Kalevi-Liiva fanden am 5. September 1942 und danach Massenerschießungen der deutschen Besatzungsmacht an Hunderten von Juden statt. Ein Gedenkstein und eine Erinnerungstafel erinnern heute an die Morde.

## Konzentrationslager Jägala
In der Nähe des Dorfes Jägala befand sich 1942/43 das Konzentrationslager Jägala.